# ジョルジュ・ムスタキ
ジョルジュ・ムスタキ（Georges Moustaki、1934年5月3日 - 2013年5月23日）は、フランスのシンガーソングライター。エジプト・アレクサンドリア出身のギリシャ系セファルディムユダヤ人。本名、ジュゼッペ・ムスタキ（Giuseppe Mustacchi）。

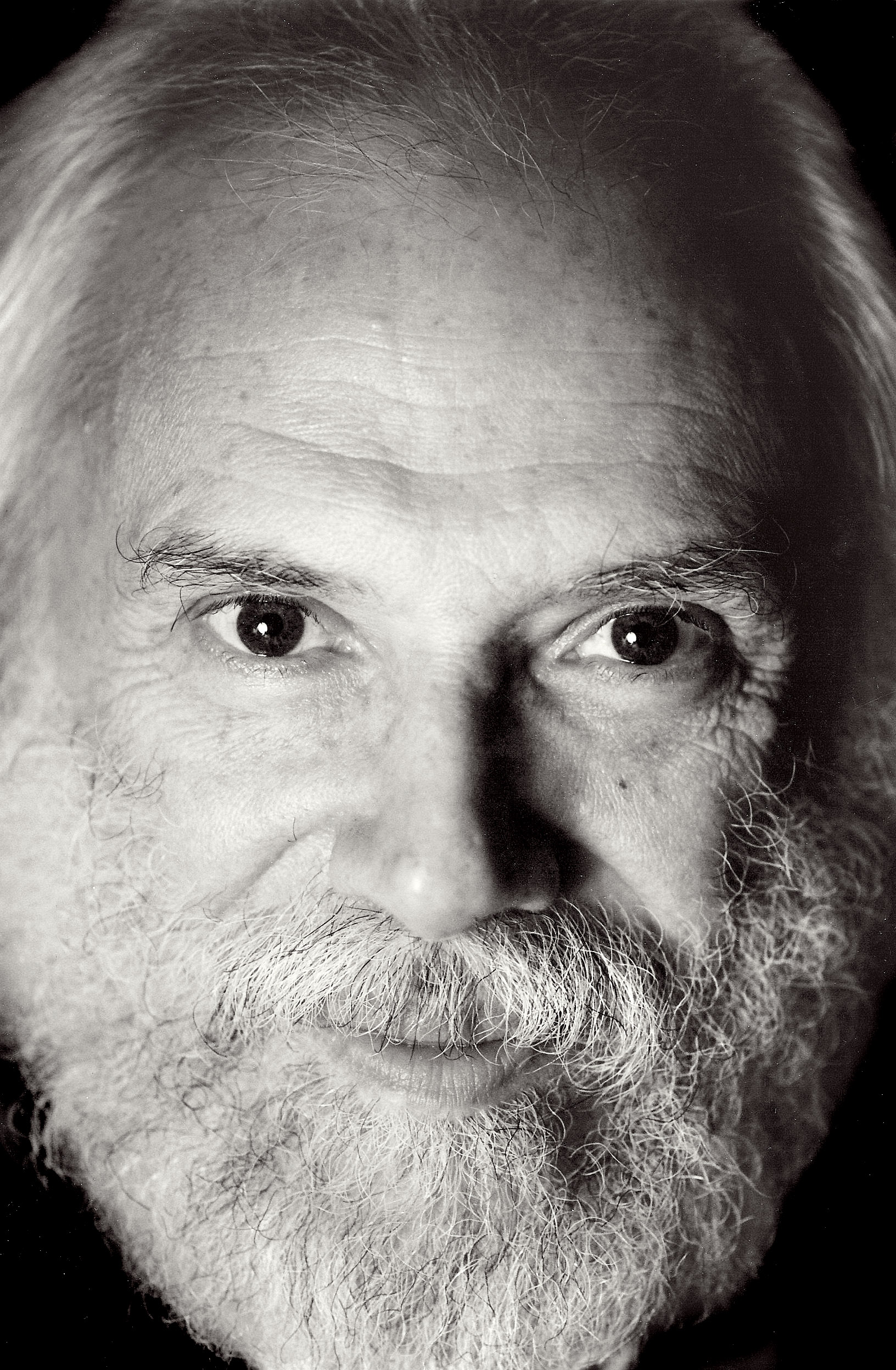
ジョルジュ・ムスタキ

## 略歴
ケルキラ島出身のギリシャ系ユダヤ人の両親がエジプトに亡命中に生まれた。フランス系の学校に通っていたが、民族など様々なトラブルがあり、自らを「Méditerranéen (地中海人)」と見做すようになる（ヨーロッパ各国、アフリカ、アラブの文化が混在した無国籍ないし多国籍の意）。17歳の時にエジプトからフランス・パリに出る。
パリは実存主義者の終わりの時代で、ムスタキはパリの左岸を生活の場とし、時々、友人のために曲を書いたり、カフェやキャバレーで歌ったり、エジプト新聞の特派員、本屋のセールスマンなどをしていた。
1957年にアンリ・クローラを通してエディット・ピアフに紹介され、約一年間の恋人生活を送り、ピアフのためにたくさんの曲を書いた。中でも作詞した「ミロール (Milord)」は、ヒットナンバーとなり、ムスタキの名が広まった。その後、イヴ・モンタン、ダリダ、アンリ・サルバドールらに曲を依頼される。また、映画やTVの音楽も担当している。
ムスタキは、フランスの伝統を受け継ぐシンガーソングライターの第一人者で、イタリア、ベルギー、スイス、アメリカなどでも人気がある。また、伝統的なシャンソンだけではなく、サンバ、ボサノヴァ、フォルクローレなどの要素を巧みに取り入れた曲風も少なくない。とりわけブラジル音楽について、「1972年のブラジル訪問は自分の音楽観を一変させた」と語っている。その歌い上げるテーマは、愛、旅、孤独から、自由、闘い、革命まで幅広い。ギリシャ語・アラビア語・フランス語を話し、旅行・絵画・オートバイが趣味である。
2013年5月23日、ニースで死去した。79歳没。

### 大ヒット曲「異国の人 (Le Métèque)」
歌手としてのキャリアは長いが、本格的な歌手デビューは、1968年に当初ピア・コロンボのために作り、1969年に自身も吹き込み大ヒットした「Le Métèque」（邦題「異国の人」- 直訳すると差別的な意味としての「よそ者」もしくは「ガイジン」）といっていいだろう。前年1968年のパリ五月革命の余熱の中で、フランス社会でタブーともいえた「Juif (ユダヤ人)」という単語をロマンチックに謳い上げ、自由を求める時代の気風によって、ムスタキは初めて歌手として広く認知されたといえる。
ムスタキ自身は、この「Le Métèque」のヒットについて、自著『ムスタキ自伝 思い出の娘たち』（『Les Filles La Mémoire』 山口照子 訳 彩流社）で「ある者はそこに世の中からはみ出した者のロマン主義や絶対自由主義を、また他の者はそこに政治的、イデオロギー的、戦闘的、1968年的な合言葉を見てとった。移民たちはアメリカの黒人が言うところの"Black Is Beautiful"に匹敵する、自分たちが他者とは異なっていることへの誇りをそこから汲み取った。それは祖国をなくした人々の賛歌、無国籍者の集合の叫び、無銭旅行者たちの要求だった。（略）僕にとって、それはただの恋の告白の歌だった」と語っている。

### プロテスト・シンガーとしての顔
1969年に発表した「Le Temps De Vivre」（邦題「生きる時代」-同名映画の主題歌）では「聞いてごらん、五月の壁の上で言葉が震えている。いつかすべてが変わると確信を与えてくれる。Tout est possible,Tout est permis -すべてが可能で、すべてが許される」と五月革命時の有名な落書きのスローガンを曲にして歌った。1972年の「En Méditerranée」（邦題「地中海にて」あるいは「内海にて」）では、1970年代に入っても（「政治の季節は終わった」とされていても）、独裁政治に抗するスペイン、ギリシャの民主化運動に捧げて「アクロポリスでは空は喪に服し、スペインでは自由は口にされないが、地中海には秋を怖れぬ美しい夏が残っている」と歌い、まだ発売される前の1971年にフランコ独裁下のスペイン・バルセロナ公演で発表する。1974年の「Portugal」（邦題「ポルトガル」）では、「理想なんて実現しないと思い込んでいる人々に、ポルトガルにはカーネーションが咲いたんだと言ってやってください」とカーネーション革命を祝福して歌った。また、同年のスペインの独裁者フランシスコ・フランコ危篤の報に、「Flamenco」（邦題「フラメンコ」）で「フランコのいないスペインは、お祭り騒ぎになるだろう。僕はそこでフラメンコを聴きたい。地中海のほとりで歴史の風向きが変わった」と歌って物議を醸し、フランスのスペイン大使館はレコード会社に「Flamenco」の発売差し止めを申し入れるという「外交問題」にまで発展した。
ムスタキは常に社会変革の運動に心をよせ、五月革命の最中に、そして1990年代に入っても度々、ストライキを行っている労働者たちのピケットで歌った。自身の曲に、ストライキを闘う（女性）労働者たちに捧げて「闘う者に名はつけられない。しかし人はそれをRévolution permanente-永続革命と呼ぶ」と歌った「Sans La Nommer」（邦題「名も告げずに」）がある。また、ムスタキは2007年フランス大統領選挙において、フランス社会党のセゴレーヌ・ロワイヤル候補の支持を表明し、5月1日の「ロワイヤル支援集会」にも参加した。

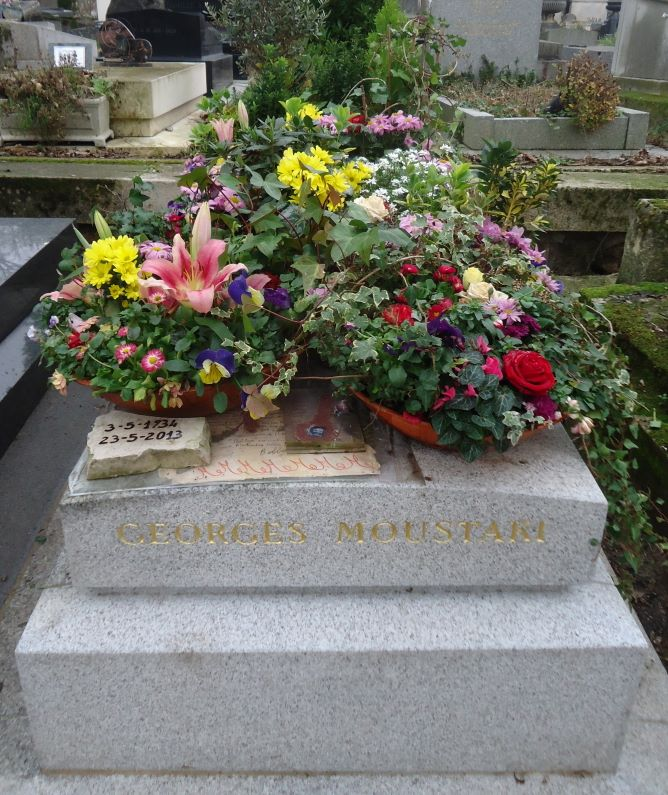
ムスタキの墓（ペール・ラシェーズ墓地）

## 日本とのゆかり
日本には、1973年の「第2回東京音楽祭」のために初来日した。1976年には日本全国23ヶ所のコンサート・ツアーを成功させた。1995年には「ゆうばり国際ファンタスティック映画祭」の審査委員長を務め、映画祭の直前に起こった阪神・淡路大震災の被災者のために急きょ「阪神大震災チャリティーコンサート」を栗原小巻、あがた森魚らと開き、集まった義援金407,000円を被災地の兵庫県に贈った。生涯で通算八度来日している。
日本人アーティストへの曲提供では、桃井かおりの1984年のアルバムに収録された「愛のデラシネ」の作曲を手がけた。
ムスタキは日本（人）観として「（自分にとって）ヒロシマの敗者が彼らの伝統と精神性を放棄しつつ、勝者の価値観に同調しているといったくらいの漠然とした小国でしかなかった。ヴィクトリア王朝的な厳格さ、馬鹿丁寧にぺこぺこすること、常に自制心を失わないこと、能率のよさ、何が何でも時間を厳守すること、これらに対しては何の魅力も感じない。（略～しかし）冷静な微笑の裏には本物の親切がある」（『ムスタキ自伝 思い出の娘たち』）と書いている。

### 利用
1974年4月からTBS系で放映されたテレビ・ドラマ『バラ色の人生』の主題歌として「Ma Solitude」（邦題「私の孤独」）が使用された。劇中にもムスタキの曲がふんだんに使われた。

### カバー
大塚博堂・さとう宗幸らはムスタキを敬愛し、ムスタキの曲をカバーして歌う。
1979年頃、広島県出身の西城秀樹が「ヒロシマ」をカバー。

## 主な楽曲
- 「私の孤独」 - "Ma Solitude" ※1967年発表、1972年に日本でシングル「異国の人」のB面として発売[3]
- 「ブリュネットの貴婦人」 - "La Dame Brune" ※共演：バルバラ
- 「生きる時代」 - "Le Temps De Vivre"[4]
- 「異国の人」 - "Le Métèque"
- 「名も告げずに」 - "Sans La Nommer"
- 「地中海にて」 - "En Méditerranée" ※2002年、Maria del Mar BONETとの共演
- 「フラメンコ」 - "Flamenco"
- 「若い郵便屋」 - "Le Facteur"
- 「サラ」 - "Sarah"
- 「ヒロシマ」 - "Hiroshima"
- 「この世の果て」 - "Et Pour Tant Dans Le Monde"
- 「ある日恋の終りが」 - "Les Amoure Finissent Unjour" ※大塚博堂（訳詞：大塚博堂）、さとう宗幸（訳詞：高野圭吾）などがカバー

## ディスコグラフィ

### スタジオ・アルバム
- Georges Moustaki (1961年)
- 『異国の人』 - Georges Moustaki (1969年) ※『Le Métèque』のタイトルもある
- 『悲しみの庭』 - Georges Moustaki (1971年)
- 『ムスタキIV』 - Moustaki (1972年)
- 『ムスタキV』 - Moustaki (Déclaration) (1973年)
- 『サラ/ムスタキVI』 - Moustaki (1974年)
- 『愛のシャンソン』 - Moustaki (1975年)
- 『詩人の叫び』 - Moustaki (1976年)
- 『エスペランス』 - Espérance (Nos enfants) (1977年)
- 『吟遊』 - Georges Moustaki (1979年)
- 『もうひとつの歌』 - Moustaki (1979年)
- 『ノスタルジー』 - Moustaki (1981年)
- 『音楽家たち』 - Moustaki et Flairck (1982年) ※with フレアーク
- 『吟遊詩人』 - Espace Et Temps (1984年)
- 『モダン・アコースティックの吟遊詩人』 - Moustaki (1986年)
- Méditerranéen (1992年)
- Tout reste à dire (1996年)
- Moustaki (2003年)
- Vagabond (2005年)
- Solitaire (2008年)

### ライブ・アルバム

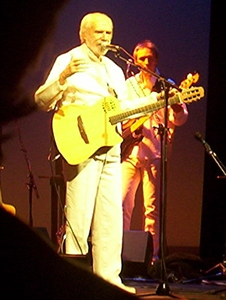
ライブでのジョルジュ・ムスタキ（2005年12月）

- 『ムスタキ・ライヴ ('70ボビノ実況録音)』 - Bobino 70 – Le temps de vivre (1970年)
- 『オランピア劇場のムスタキ』 - Concert (1973年)
- 『ライヴ・イン・ジャパン』 - Live In Japan (1974年)
- Live (1975年)
- 『オランピア77』 - Olympia (1978年)
- 『ムスタキ・ライヴ〜20年の軌跡』 - Au Déjazet (1988年)
- Olympia 2000 (2001年)
- Presque en solo – Live à la Philharmonie de Berlin (2002年、Troubadour)
- En live au Troubadour Festival 1995 (2015年、Troubadour)

### 主なコンピレーション・アルバム
- 『プレリュード 鬼才ムスタキの出発』 - Prelude (1969年、Ducretet Thomson)
- 『私の孤独〜ベスト・オブ・ジョルジュ・ムスタキ』 - Best Hits (1981年、Polydor)
- 『流離 (さすらい)〜ザ・ボックス・ムスタキ (1969-1984)』 - Ballades en balade (1989年) ※4CDボックスセット
- Lo Straniero (1993年) ※イタリアン・コンピレーション
- Tout Moustaki ou presque... (2002年) ※10CDボックスセット
- Gold (2006年)
- Les 50 plus belles chansons de Georges Moustaki (2007年) ※3CDボックスセット
- 4 albums originaux (2012年) ※4CDボックスセット: Le Métèque、Il y avait un jardin、Danse、Les amis de Georges
- 『ジョルジュ・ムスタキ〜ベスト・セレクション』 - Best Selection (2013年)

### サウンドトラック
- Jusqu’au bout du monde (1962年) ※フランソワ・ヴィリエ監督 : インストゥルメンタル1曲 & ティノ・ロッシによる歌1曲 (EP 1981年、Columbia)
- Le Roi du village (1963年) ※アンリ・ガリュエル監督 : インストゥルメンタル1曲 & 「Venez les filles」歌・Les Chats Sauvages (EP Pathé Marconi)
- Cécilia, médecin de campagne (1966年) ※TVシリーズ。アンドレ・ミシェル監督 : インストゥルメンタル2曲 (EP Ducretet Thomson)
- Les Hors-la-loi (1968年) ※Tewfik Farès監督
- Le Temps de vivre (1969年) ※ベルナール・ポール監督 : 「Le Temps de vivre」歌・Henia Ziv & インストゥルメンタル1曲 (シングル Polydor)
- L'Américain (1969年) ※マルセル・ボズフィ監督 : インストゥルメンタル2曲 (シングル United Artists / EMI)
- La Fiancée du pirate (1969年) ※ネリー・カプラン監督 : 「Moi je me balance」歌・バルバラ (シングル Philips)
- Le Client de la morte saison (1970年) ※モーシェ・ミズラヒ監督
- Solo (1970年) ※ジャン＝ピエール・モッキー監督 : インストゥルメンタル2曲 (Polydor)
- Le Pistonné (1970年) ※クロード・ベリ監督 : インストゥルメンタル3曲 (EP Barclay)
- Mendiants et Orgueilleux (1972年) ※ジャック・ポワトルノ監督 : 「Mendiants et Orgueilleux」「La blessure」を映画のために作曲しムスタキ自身が歌う (シングル Polydor)
- Le Trèfle à cinq feuilles (1972年) ※エドモンド・フリース監督 : 作曲 with ユベール・ロスタン (シングル Polydor)
- Au bout du bout du banc (1979年) ※ペテ・カソヴィッツ監督 : インストゥルメンタル2曲 (Festival/Musidisc)
- Mirrors For Princes (2009年) ※リオル・シャムリッツ監督 : 「Joseph」 (Polydor)

## 日本公演
- 1975年

3月18日 宮城県民会館、19日 福岡市民会館、20日 名古屋市公会堂、21日 新潟県民会館、22日 大阪厚生年金会館、24日 仙台電力ホール、25日 東京厚生年金会館、26日 福島文化センター、27日 岩手県民会館、28日 秋田県民会館、31日 東京厚生年金会館、4月1日 日比谷公会堂、3日 北海道厚生年金会館、4日 北見市民会館
- 1976年

6月6日 共立講堂、12日 日比谷公会堂
- 1977年

10月24日,25日 中野サンプラザ、27日 名古屋市民会館、28日 大阪厚生年金会館、29日 京都会館、30日 倉敷市民会館、31日 広島郵便貯金会館、11月1日 福岡電気ホール、4日 大阪厚生年金会館、5日 長野県民会館、7日 中野サンプラザ、8日 後楽園ホール、9日 室蘭文化センター、10日 道新ホール、12日 立川市民会館